# Tropic Thunder
Tropic Thunder är en amerikansk satirisk actionkomedi från 2008 i regi av Ben Stiller som även spelar en av huvudrollerna tillsammans med Jack Black och Robert Downey, Jr..

## Handling
Filmen handlar om en grupp skådespelare, actionstjärnan Tugg Speedman, fjärtkomikern Jeff Portnoy, femfaldigt Oscarsbelönade Kirk Lazarus, rapparen Alpa Chino och nykomlingen Kevin Sandusky, som är i Vietnam för att spela in krigsfilmen "Tropic Thunder", baserad på Vietnamveteranen sergeant John "Four Leaf" Taybacks memoarer med samma namn. Men den oerfarne brittiske regissören Damien Cockburn kan inte kontrollera skådespelarna och inspelningarna går rätt dåligt. För att få filmen så realistisk och övertygande som möjligt övertalas Cockburn av sergeant Four Leaf att släppa ut skådespelarna i den riktiga vietnamesiska djungeln och filma dem med dolda kameror. Men tyvärr hamnar skådespelarna i verklig fara och får vara med om ett verkligt krig mot herointillverkarna Glödande draken.

## Om filmen
Från början var Owen Wilson tänkt som en av huvudrollsinnehavarna men han blev utbytt mot Matthew McConaughey. Dale Dye fungerade som militär rådgivare under inspelningarna. Filmen hade premiär i USA den 15 augusti 2008. På Oscarsgalan 2009 nominerades filmen för Bästa manliga biroll till Robert Downey, Jr., men förlorade mot The Dark Knight (Heath Ledger som Jokern). På Golden Globe-galan 2009 nominerades både Downey, Jr. och Tom Cruise för Bästa manliga biroll.

## Rollista (urval)
- Ben Stiller - Tugg Speedman
- Jack Black - Jeff Portnoy
- Robert Downey, Jr. - Kirk Lazarus
- Nick Nolte - sergeant John "Four Leaf" Tayback
- Steve Coogan - Damien Cockburn
- Jay Baruchel - Kevin Sandusky
- Danny McBride - explosionsexpert Cody Underwood
- Brandon T. Jackson - Alpa Chino
- Bill Hader - Rob Slolom
- Brandon Soo Hoo - Tran
- Reggie Lee - Byong
- Trieu Tran - Tru
- Matthew McConaughey - Rick "Pecker" Peck
- Tom Cruise - Les Grossman
- Anthony Ruivivar - plutonchef som skjuts i huvudet
- Christine Taylor - Rebecca
- Mini Andén - Les Grossmans sekreterare
- Tobey Maguire - sig själv
- Jon Voight - sig själv
- Jennifer Love Hewitt - sig själv
- Lance Bass - sig själv
- Tyra Banks - sig själv

## Utmärkelser
| År   | Pris               | Resultat  | Kategori                                                    | Personer           |
| ---- | ------------------ | --------- | ----------------------------------------------------------- | ------------------ |
| 2008 | Oscar              | Nominerad | Bästa manliga biroll                                        | Robert Downey, Jr. |
| 2008 | Golden Globe       | Nominerad | Bästa manliga biroll                                        | Robert Downey, Jr. |
| 2008 | Golden Globe       | Nominerad | Bästa manliga biroll                                        | Tom Cruise         |
| 2008 | BAFTA              | Nominerad | Bästa manliga biroll                                        | Robert Downey, Jr. |
| 2008 | SAG Awards         | Nominerad | Bästa manliga biroll                                        | Robert Downey, Jr. |
| 2008 | Young Artist Award | Vinst     | Best Performance in a Feature Film - Supporting Young Actor | Brandon Soo Hoo    |